# Гур (пирожное)
Пирожное гур (ирл. Cáca gur, англ. Gur cake) — ирландское кондитерское изделие, традиционно связанное с Дублином. В других частях Ирландии это пирожное называется «честерский торт» или «гадж», в Корке его называют «ослиный гадж». Подобное кондитерское изделие в Великобритании называется «кладбище мух». Пирожное гур пользуется популярностью в небогатых районах, так как основным ингредиентом для его приготовления являются хлебные крошки из оставшегося чёрствого хлеба.
Между двух относительно тонких слоёв песочного теста запекается начинка из хлебных крошек размоченных в смеси апельсинового сока и чая, изюма, пряностей, сахара, муки и яйца для связывания массы. Как правило пирожное гур выпекается прямоугольной формы и разрезается на небольшие порционные прямоугольные куски.